# Kvad
Kvad eller kvæde (isl. og fær. kvæði) betyder en
sang eller et digt, oprindelig blot "noget, der fremsiges"
med rytmisk tonefald (at kveda : udtale, fremsige).
Det bruges nu mest om de gamle digte som en slags artsbetegnelse (eddakvad, skjaldekvad, ved siden af eddadigte osv.) eller som en mere højtidelig betegnelse for sang, vise i almindelighed.
På Færøerne bruges kvad i den færøske dans, som endnu er en levende tradition. Den færøske dans bruger kun kvad og viser, som synges mens der danses; der bruges ikke instrumenter. En forsanger ('skipper') synger for, og så følger de andre efter. Alle kan synge med på omkvædet.
Allerede den engelske historiker Robert Sheringham (1602–78) fra Cambridge-universitetet skrev i sin bog om den ældste engelske historie (De Anglorum gentis origine desceptatio, 1670) at de norrøne kvad kunne tjene som kilder til religiøse tanker og sociale skikke.